# Campionato sudamericano di calcio Under-15
Il campionato sudamericano Under-15 è un torneo calcistico organizzato dalla CONMEBOL e riservato alle squadre nazionali sudamericane composte da giocatori di età inferiore o uguale a 15 anni.
Il Brasile è la squadra più vincente con cinque titoli.

## Albo d'oro
| Anno          | Paese Ospite | Vincitore | Secondo posto | Terzo posto | Quarto posto |
| ------------- | ------------ | --------- | ------------- | ----------- | ------------ |
| 2004 Dettagli | Paraguay     | Paraguay  | Colombia      | Argentina   | Uruguay      |
| 2005 Dettagli | Bolivia      | Brasile   | Argentina     | Paraguay    | Bolivia      |
| 2007 Dettagli | Brasile      | Brasile   | Uruguay       | Argentina   | Cile         |
| 2009 Dettagli | Bolivia      | Paraguay  | Brasile       | Ecuador     | Uruguay      |
| 2011 Dettagli | Uruguay      | Brasile   | Colombia      | Argentina   | Uruguay      |
| 2013 Dettagli | Bolivia      | Perù      | Colombia      | Argentina   | Cile         |
| 2015 Dettagli | Colombia     | Brasile   | Uruguay       | Argentina   | Ecuador      |
| 2017 Dettagli | Argentina    | Argentina | Brasile       | Perù        |              |
| 2017 Dettagli | Argentina    | Argentina | Brasile       | Paraguay    |              |
| 2019 Dettagli | Paraguay     | Brasile   | Argentina     | Paraguay    |              |
| 2019 Dettagli | Paraguay     | Brasile   | Argentina     | Colombia    |              |

## Vittorie per squadra
| Squadra   | Vincitore                        | Secondo posto        | Terzo posto                      |
| --------- | -------------------------------- | -------------------- | -------------------------------- |
| Brasile   | 5 (2005, 2007, 2011, 2015, 2019) | 2 (2009, 2017)       |                                  |
| Paraguay  | 2 (2004, 2009)                   |                      | 3 (2005, 2017, 2019)             |
| Argentina | 1 (2017)                         | 2 (2005, 2019)       | 5 (2004, 2007, 2011, 2013, 2015) |
| Perù      | 1 (2013)                         |                      | 1 (2017)                         |
| Colombia  |                                  | 3 (2004, 2011, 2013) |                                  |
| Uruguay   |                                  | 2 (2007, 2015)       | 1 (2004)                         |
| Ecuador   |                                  |                      | 1 (2009)                         |